# Украинка (Житомирская область)
Укра́инка (укр. Українка) — село на Украине, находится в Коростенском районе Житомирской области.
Код КОАТУУ — 1823487801. Население по переписи 2001 года составляет 931 человек. Почтовый индекс — 11633. Телефонный код — 4133. Занимает площадь 4,577 км².

## Адрес местного совета
11633, Житомирская область, Коростенський р-н, с.Украинка, улица Садовая 5